# Kaitlyn Lawesová
Lesley Kaitlyn Lawesová (* 16. prosince 1988 Winnipeg, Manitoba, Kanada) je kanadská curlerka, hrající na pozici third.
V letech 2008 a 2009 získala medaile na juniorských světových šampionátech. Od roku 2010 hraje na pozici third v týmu skipky Jennifer Jonesové. Na Zimních olympijských hrách 2014 vyhrála s kanadským týmem celý ženský turnaj. Zlatou medaili získala s ženským družstvem také Mistrovství světa 2018 a společně s Johnem Morrisem zvítězila na ZOH 2018 v soutěži smíšených dvojic.